# 東栢山站
東栢山站（：／ Dongbaeksan yeok */?）是嶺東線沿線的一座鐵路車站，位於韓國江原特別自治道太白市，有無窮花號和東海聖誕列車停靠。

## 車站結構
站體為1面2線的島式月台。

### 月台配置
| ↑ 鐵岩／↑ 太白 |
| １２ \|        |
| 道溪 ↓         |

| 月台 | 路線   | 目的地                                        |
| ---- | ------ | --------------------------------------------- |
| 1    | 嶺東線 | 往 清涼里、釜田、東大邱、榮州、堤川、東海方向 |
| 2    | 嶺東線 | 往 清涼里、釜田、東大邱、榮州、堤川、東海方向 |

## 历史
- 1975年2月1日 - 落成使用，车站名称为太栢线号志站[1]。
- 1984年12月1日 - 改为现在名称。

## 相鄰車站
韓國鐵道公社
嶺東線
栢山－東栢山－率安
太白三角線
文曲－栢山